# World Series of Poker 2010

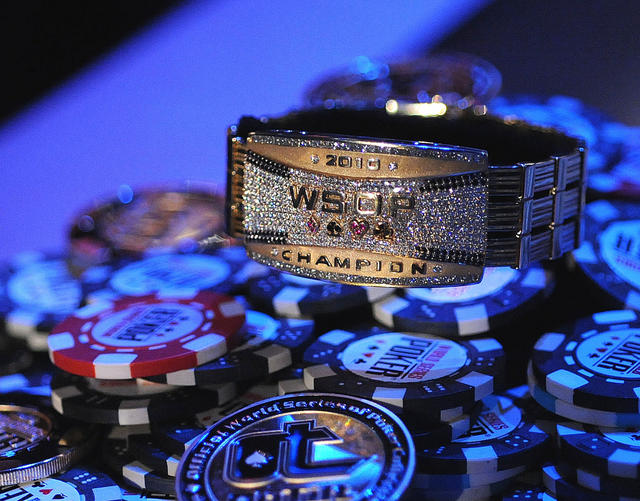
Le bracelet du Main Event 2010 remis au vainqueur Jonathan Duhamel.

Les World Series of Poker 2010 est l'édition des World Series of Poker qui se déroule en 2010.
La serie de tournois débute le 28 mai et se termine le 17 juillet à l'exception de l'épreuve du 10 000 $ no-limit Texas hold'em, le Main Event, qui s'acheve juste avant que les joueurs rejoignent la table finale. La finale du Main Event est repoussée le 6 novembre pour des raisons télévisuelles. Toutes les épreuves se sont tenues au Rio All Suite Hotel and Casino de Las Vegas (Nevada, États-Unis).

## Tournois
| #  | Tournois                                                       | Entrants | Vainqueur          | Prix        | Finaliste              |
| -- | -------------------------------------------------------------- | -------- | ------------------ | ----------- | ---------------------- |
| 1  | 500 $ Casino Employees No Limit Hold'em                        | 721      | Hoai Pham          | 71 424 $    | Arthur Vea             |
| 2  | 50 000 $ The Poker Player's Championship                       | 116      | Michael Mizrachi   | 1 559 046 $ | Vladimir Schmelev      |
| 3  | 1 000 $ No Limit Hold'em                                       | 4 345    | Aadam Daya         | 625 872 $   | Deepak Bhatti          |
| 4  | 1 500 $ Omaha Hi-Low Split-8 or Better                         | 818      | Michael Chow       | 237 463 $   | Dan Heimiller          |
| 5  | 1 500 $ No-Limit Hold'em                                       | 2 092    | Praz Bansi         | 515 501 $   | Vincent Jacques        |
| 6  | 5 000 $ No-Limit Hold'em Shootout                              | 358      | Joshua Tieman      | 441 692 $   | Neil Channing          |
| 7  | 2 500 $ 2-7 Triple Draw Lowball (Limit)                        | 291      | Peter Gelencser    | 180 730 $   | Stéphane Lacasse       |
| 8  | 1 500 $ No-Limit Hold’em                                       | 2 341    | Pascal LeFrancois  | 352 916 $   | Max Steinberg          |
| 9  | 1 500 $ Pot-Limit Hold'em                                      | 650      | James Dempsey      | 197 470 $   | Steve Chanthabouasy    |
| 10 | 10 00 $ Seven Card Stud Championship                           | 150      | Men Nguyen         | 394 807 $   | Brandon Adams          |
| 11 | 1 500 $ No Limit Hold'em                                       | 2 563    | Simon Watt         | 614 248 $   | Tom Dwan               |
| 12 | 1 500 $ Limit Hold’em                                          | 625      | Matt Matros        | 189 870 $   | Ahmad Abghari          |
| 13 | 1 000 $ No-Limit Hold’em                                       | 3 042    | Steven Gee         | 472 479 $   | Matt Vance             |
| 14 | 1 500 $ 2-7 Draw Lowball (No-Limit)                            | 250      | Yan Chen           | 92 817 $    | Mike Wattel            |
| 15 | 10 000 $ Seven Card Stud Hi-Low Split-8 or Better Championship | 170      | Frank Kassela      | 447 442 $   | Allen Kessler          |
| 16 | 1 500 $ No-Limit Hold’em / Six Handed                          | 1 663    | Carter Phillips    | 482 774 $   | Samuel Gerber          |
| 17 | 5 000 $ No-Limit Hold'em                                       | 792      | Jason DeWitt       | 818 959 $   | Sam Trickett           |
| 18 | 2 000 $ Limit Hold'em                                          | 476      | Eric Buchman       | 203 607 $   | Brent Courson          |
| 19 | 10 000 $ 2-7 Draw Lowball Championship (No-Limit)              | 101      | David Baker        | 294 321 $   | Eric Cloutier          |
| 20 | 1 500 $ Pot-Limit Omaha                                        | 885      | John Barch         | 256 919 $   | Thibaut Klinghammer    |
| 21 | 1 500 $ Seven Card Stud                                        | 408      | Richard Ashby      | 140 467 $   | Christine Pietsch      |
| 22 | 1 000 $ Ladies No-Limit Hold’em Championship                   | 1 054    | Vanessa Hellebuyck | 192 132 $   | Sidsel Boesen          |
| 23 | 2 500 $ Limit Hold'em / Six Handed                             | 384      | Dutch Boyd         | 234 065 $   | Brian Meinders         |
| 24 | 1 000 $ No-Limit Hold’em                                       | 3 289    | Jeffrey Tebben     | 503 389 $   | J.D. McNamara          |
| 25 | 10 000 $ Omaha Hi-Low Split-8 or Better Championship           | 212      | Sammy Farha        | 488 241 $   | James Dempsey          |
| 26 | 2 500 $ No-Limit Hold'em / Six Handed                          | 1 245    | William Haydon     | 630 031 $   | Jeffrey Papola         |
| 27 | 1 500 $ Seven Card Stud Hi-Low-8 or Better                     | 644      | David Warga        | 208 682 $   | Maxwell Troy           |
| 28 | 2 500 $ Pot-Limit Omaha                                        | 596      | Miguel Proulx      | 315 311 $   | L.J. Klein             |
| 29 | 10 000 $ Limit Hold'em Championship                            | 171      | Matt Keikoan       | 425 969 $   | Daniel Idema           |
| 30 | 1 500 $ No-Limit Hold’em                                       | 2 394    | Mike Ellis         | 581 851 $   | Christopher Gonzales   |
| 31 | 1 500 $ H.O.R.S.E.                                             | 828      | Konstantin Puchkov | 256 820 $   | Al Barbieri            |
| 32 | 5 000 $ No-Limit Hold'em / Six Handed                          | 568      | Jeffrey Papola     | 667 433 $   | Men Nguyen             |
| 33 | 2 500 $ Pot-Limit Hold'em/Omaha                                | 482      | Jose-Luis Velador  | 260 517 $   | David Chiu             |
| 34 | 1 000 $ Seniors No-Limit Hold’em Championship                  | 3 142    | Harold Angle       | 487 994 $   | Michael Minetti        |
| 35 | 10 000 $ Heads Up No-Limit Hold'em Championship                | 256      | Ayaz Mahmood       | 625 682 $   | Ernst Schmejkal        |
| 36 | 1 000 $ No Limit Hold'em                                       | 3 102    | Scott Montgomery   | 481 760 $   | Mick Carlson           |
| 37 | 3 000 $ H.O.R.S.E.                                             | 478      | Phil Ivey          | 329 840 $   | Bill Chen              |
| 38 | 10 000 $ Pot-Limit Hold'em Championship                        | 268      | Valdemar Kwaysser  | 617 214 $   | Matt Marafioti         |
| 39 | 1 500 $ No-Limit Hold'em Shootout                              | 1 397    | Steven Kelly       | 382 725 $   | Jeffrey King           |
| 40 | 2 500 $ Seven Card Razz                                        | 365      | Frank Kassela      | 214 085 $   | Maxwell Troy           |
| 41 | 1 500 $ Pot-Limit Omaha Hi-low Split-8 or Better               | 847      | Steve Jelinek      | 245 871 $   | John Gottlieb          |
| 42 | 1 500 $ No-Limit Hold’em                                       | 2 521    | Dean Hamrick       | 604 222 $   | Thomas O'Neal          |
| 43 | 10 000 $ H.O.R.S.E. Championship                               | 241      | Ian Gordon         | 611 666 $   | Richard Ashby          |
| 44 | 2 500 $ Mixed Hold'em (Limit/No-Limit)                         | 507      | Gavin Smith        | 268 238 $   | Danny Hannawa          |
| 45 | 1 500 $ No-Limit Hold’em                                       | 3 097    | Jesse Rockowitz    | 721 373 $   | Raymond Coburn         |
| 46 | 5 000 $ Pot-Limit Omaha Hi-low Split-8 or Better               | 284      | Chris Bell         | 327 040 $   | Dan Shak               |
| 47 | 1 000 $ No-Limit Hold’em                                       | 3 128    | Shawn Busse        | 485 791 $   | Owen Crowe             |
| 48 | 2 500 $ Mixed Event                                            | 453      | Sigurd Eskeland    | 260 497 $   | Steve Sung             |
| 49 | 1 500 $ No-Limit Hold'em                                       | 2 543    | Michael Linn       | 609 493 $   | Taylor Larkin          |
| 50 | 5 000 $ Pot-Limit Omaha                                        | 460      | Chance Kornuth     | 508 090 $   | Kevin Boudreau         |
| 51 | 3 000 $ Triple Chance No-Limit Hold’em                         | 965      | Ryan Welch         | 559 371 $   | Jon Eaton              |
| 52 | 25 000 $ No-Limit Hold’em / Six Handed                         | 191      | Dan Kelly          | 1 315 518 $ | Shawn Buchanan         |
| 53 | 1 500 $ Limit Hold’em Shootout                                 | 548      | Brendan Taylor     | 184 950 $   | Ben Yu                 |
| 54 | 1 000 $ No-Limit Hold’em                                       | 3 844    | Marcel Vonk        | 570 960 $   | David Peters           |
| 55 | 10 000 $ Pot-Limit Omaha Championship                          | 346      | Daniel Alaei       | 780 599 $   | Miguel Proulx          |
| 56 | 2 500 $ No-Limit Hold’em                                       | 1 941    | Tomer Berda        | 825 976 $   | Vladimir Kochelaevskiy |
| 57 | 10 000 $ World Championship No Limit Hold'em                   | 7 319    | Jonathan Duhamel   | 8 944 138 $ | John Racener           |

## Main Event
| Place | Joueur           | Prix        |
| ----- | ---------------- | ----------- |
| 1er   | Jonathan Duhamel | 8 944 138 $ |
| 2e    | John Racener     | 5 545 855 $ |
| 3e    | Joseph Cheong    | 4 129 979 $ |
| 4e    | Filippo Candio   | 3 092 497 $ |
| 5e    | Michael Mizrachi | 2 332 960 $ |
| 6e    | John Dolan       | 1 772 939 $ |
| 7e    | Jason Senti      | 1 356 708 $ |
| 8e    | Matthew Jarvis   | 1 045 738 $ |
| 9e    | Soi Nguyen       | 811 823 $   |